# Kích cỡ nhẫn
Trên thế giới, có nhiều hệ đo kích cỡ nhẫn nữ trang :
- Ở Hoa Kỳ và Canada, kích cỡ nhẫn thường được dùng với phân số là ¼ và ½.  Khi tăng kích cỡ là một lần tăng của 0.032 inch (0.8128 mm) theo đường kính, hay khoảng 1/10 inch (chính xác là 0.1005 in hoặc 2.55 mm) theo chu vi trong.

Nhìn chung, việc đo kích cỡ nhẫn có phân số ¼ và ½ thì không liên quan gì đến các hệ đo lường mà mọi người đều biết. Hơn nữa, ngón tay cũng có thể không khớp với kích cỡ của nhẫn, nó tuỳ thuộc thời điểm trong ngày, nghề nghiệp và các hoạt động khác làm cho ngón tay to hoặc nhỏ lại. Vì thế, trong nhiều trường hợp thì số đo ¼ đó không có ý nghĩa nhiều, trừ phi người đó cần số đo chính xác cho kiểu nhẫn đặc biệt nào đó.
- Ở Châu Âu (gồm Ireland và Anh Quốc), kích cỡ nhẫn là con số, kèm số đo ½.
- Ở Ireland, Anh Quốc và Australia, kích cỡ nhẫn là chữ cái, kèm số đo ½.
- Ở Nhật Bản, kích cỡ nhẫn là con số và chỉ dùng số nguyên.
- Ở Thụy Sĩ, kích cỡ nhẫn là con số, kèm số đo ¼ và ½.
- Ở Đức, kích cỡ nhẫn được đo theo chu vi trong, tính bằng mm. (giống kiểu ISO)

Chuẩn ISO cho kích cỡ nhẫn là ISO 8653:1986, xác định kích cỡ nhẫn đo theo chuẩn là tính bằng chu vi trong theo đơn vị milimet.

## Bảng chuyển đổi
| Đường kính trong | Đường kính trong | Chu vi trong | Chu vi trong | Kích cỡ          | Kích cỡ                         | Kích cỡ              | Kích cỡ |
| (in)             | (mm)             | (in)         | (mm)         | Hoa Kỳ và Canada | Anh Quốc, Ireland, và Australia | Nhật Bản, Trung Quốc | Thụy Sĩ |
| ---------------- | ---------------- | ------------ | ------------ | ---------------- | ------------------------------- | -------------------- | ------- |
| 0.458            | 11.63            | 1.44         | 36.5         | 0                |                                 |                      |         |
| 0.466            | 11.84            | 1.46         | 37.2         | ¼                |                                 |                      |         |
| 0.474            | 12.04            | 1.49         | 37.8         | ½                | A                               |                      |         |
| 0.482            | 12.24            | 1.51         | 38.5         | ¾                | A½                              |                      |         |
| 0.49             | 12.45            | 1.54         | 39.1         | 1                | B                               | 1                    |         |
| 0.498            | 12.65            | 1.56         | 39.7         | 1¼               | B½                              |                      |         |
| 0.506            | 12.85            | 1.59         | 40.4         | 1½               | C                               |                      |         |
| 0.514            | 13.06            | 1.61         | 41.0         | 1¾               | C½                              |                      |         |
| 0.522            | 13.26            | 1.64         | 41.7         | 2                | D                               | 2                    | 1.5     |
| 0.53             | 13.46            | 1.67         | 42.3         | 2¼               | D½                              |                      |         |
| 0.538            | 13.67            | 1.69         | 42.9         | 2½               | E                               | 3                    | 2.75    |
| 0.546            | 13.87            | 1.72         | 43.6         | 2¾               | E½                              |                      |         |
| 0.554            | 14.07            | 1.74         | 44.2         | 3                | F                               | 4                    | 4       |
| 0.562            | 14.27            | 1.77         | 44.8         | 3¼               | F½                              | 5                    | 5.25    |
| 0.57             | 14.48            | 1.79         | 45.5         | 3½               | G                               |                      |         |
| 0.578            | 14.68            | 1.82         | 46.1         | 3¾               | G½                              | 6                    | 6.5     |
| 0.586            | 14.88            | 1.84         | 46.8         | 4                | H                               | 7                    |         |
| 0.594            | 15.09            | 1.87         | 47.4         | 4¼               | H½                              |                      | 7.75    |
| 0.602            | 15.29            | 1.89         | 48.0         | 4½               | I                               | 8                    |         |
| 0.61             | 15.49            | 1.92         | 48.7         | 4¾               | J                               |                      | 9       |
| 0.618            | 15.70            | 1.94         | 49.3         | 5                | J½                              | 9                    |         |
| 0.626            | 15.90            | 1.97         | 50.0         | 5¼               | K                               |                      | 10      |
| 0.634            | 16.10            | 1.99         | 50.6         | 5½               | K½                              | 10                   |         |
| 0.642            | 16.31            | 2.02         | 51.2         | 5¾               | L                               |                      | 11.75   |
| 0.65             | 16.51            | 2.04         | 51.9         | 6                | L½                              | 11                   | 12.75   |
| 0.658            | 16.71            | 2.07         | 52.5         | 6¼               | M                               | 12                   |         |
| 0.666            | 16.92            | 2.09         | 53.1         | 6½               | M½                              | 13                   | 14      |
| 0.674            | 17.12            | 2.12         | 53.8         | 6¾               | N                               |                      |         |
| 0.682            | 17.32            | 2.14         | 54.4         | 7                | N½                              | 14                   | 15.25   |
| 0.69             | 17.53            | 2.17         | 55.1         | 7¼               | O                               |                      |         |
| 0.698            | 17.73            | 2.19         | 55.7         | 7½               | O½                              | 15                   | 16.5    |
| 0.706            | 17.93            | 2.22         | 56.3         | 7¾               | P                               |                      |         |
| 0.714            | 18.14            | 2.24         | 57.0         | 8                | P½                              | 16                   | 17.75   |
| 0.722            | 18.34            | 2.27         | 57.6         | 8¼               | Q                               |                      |         |
| 0.73             | 18.54            | 2.29         | 58.3         | 8½               | Q½                              | 17                   |         |
| 0.738            | 18.75            | 2.32         | 58.9         | 8¾               | R                               |                      | 19      |
| 0.746            | 18.95            | 2.34         | 59.5         | 9                | R½                              | 18                   |         |
| 0.754            | 19.15            | 2.37         | 60.2         | 9¼               | S                               |                      | 20.25   |
| 0.762            | 19.35            | 2.39         | 60.8         | 9½               | S½                              | 19                   |         |
| 0.77             | 19.56            | 2.42         | 61.4         | 9¾               | T                               |                      | 21.5    |
| 0.778            | 19.76            | 2.44         | 62.1         | 10               | T½                              | 20                   |         |
| 0.786            | 19.96            | 2.47         | 62.7         | 10¼              | U                               | 21                   |         |
| 0.794            | 20.17            | 2.49         | 63.4         | 10½              | U½                              | 22                   | 22.75   |
| 0.802            | 20.37            | 2.52         | 64.0         | 10¾              | V                               |                      |         |
| 0.81             | 20.57            | 2.54         | 64.6         | 11               | V½                              | 23                   |         |
| 0.818            | 20.78            | 2.57         | 65.3         | 11¼              | W                               |                      | 25      |
| 0.826            | 20.98            | 2.59         | 65.9         | 11½              | W½                              | 24                   |         |
| 0.834            | 21.18            | 2.62         | 66.6         | 11¾              | X                               |                      |         |
| 0.842            | 21.39            | 2.65         | 67.2         | 12               | X½                              | 25                   | 27.5    |
| 0.85             | 21.59            | 2.67         | 67.8         | 12¼              | Y                               |                      |         |
| 0.858            | 21.79            | 2.70         | 68.5         | 12½              | Z                               | 26                   | 28.75   |
| 0.866            | 22.00            | 2.72         | 69.1         | 12¾              | Z½                              |                      |         |
| 0.874            | 22.20            | 2.75         | 69.7         | 13               |                                 | 27                   |         |
| 0.882            | 22.40            | 2.77         | 70.4         | 13¼              | Z1                              |                      |         |
| 0.89             | 22.61            | 2.80         | 71.0         | 13½              |                                 |                      |         |
| 0.898            | 22.81            | 2.82         | 71.7         | 13¾              | Z2                              |                      |         |
| 0.906            | 23.01            | 2.85         | 72.3         | 14               | Z3                              |                      |         |
| 0.914            | 23.22            | 2.87         | 72.9         | 14¼              |                                 |                      |         |
| 0.922            | 23.42            | 2.90         | 73.6         | 14½              | Z4                              |                      |         |
| 0.93             | 23.62            | 2.92         | 74.2         | 14¾              |                                 |                      |         |
| 0.938            | 23.83            | 2.95         | 74.8         | 15               |                                 |                      |         |
| 0.946            | 24.03            | 2.97         | 75.5         | 15¼              |                                 |                      |         |
| 0.954            | 24.23            | 3.00         | 76.1         | 15½              |                                 |                      |         |
| 0.962            | 24.43            | 3.02         | 76.8         | 15¾              |                                 |                      |         |
| 0.97             | 24.64            | 3.05         | 77.4         | 16               |                                 |                      |         |